# 11446 Betankur
11446 Betankur eller 1978 TO8 är en asteroid i huvudbältet som upptäcktes den 9 oktober 1978 av den sovjetisk-ryska astronomen Ljudmila Zjuravljova vid Krims astrofysiska observatorium på Krim. Den är uppkallad efter Agustín de Betancourt.
Asteroiden har en diameter på ungefär elva kilometer.